# Sex Rouge (Les Diablerets)
Der Sex Rouge (auch: Scex Rouge) ist ein 2972 m ü. M. hoher Berg in den Waadtländer Alpen, dem südwestlichsten Teil der Berner Alpen. Er befindet sich im Les Diablerets-Massiv.

## Tourismus

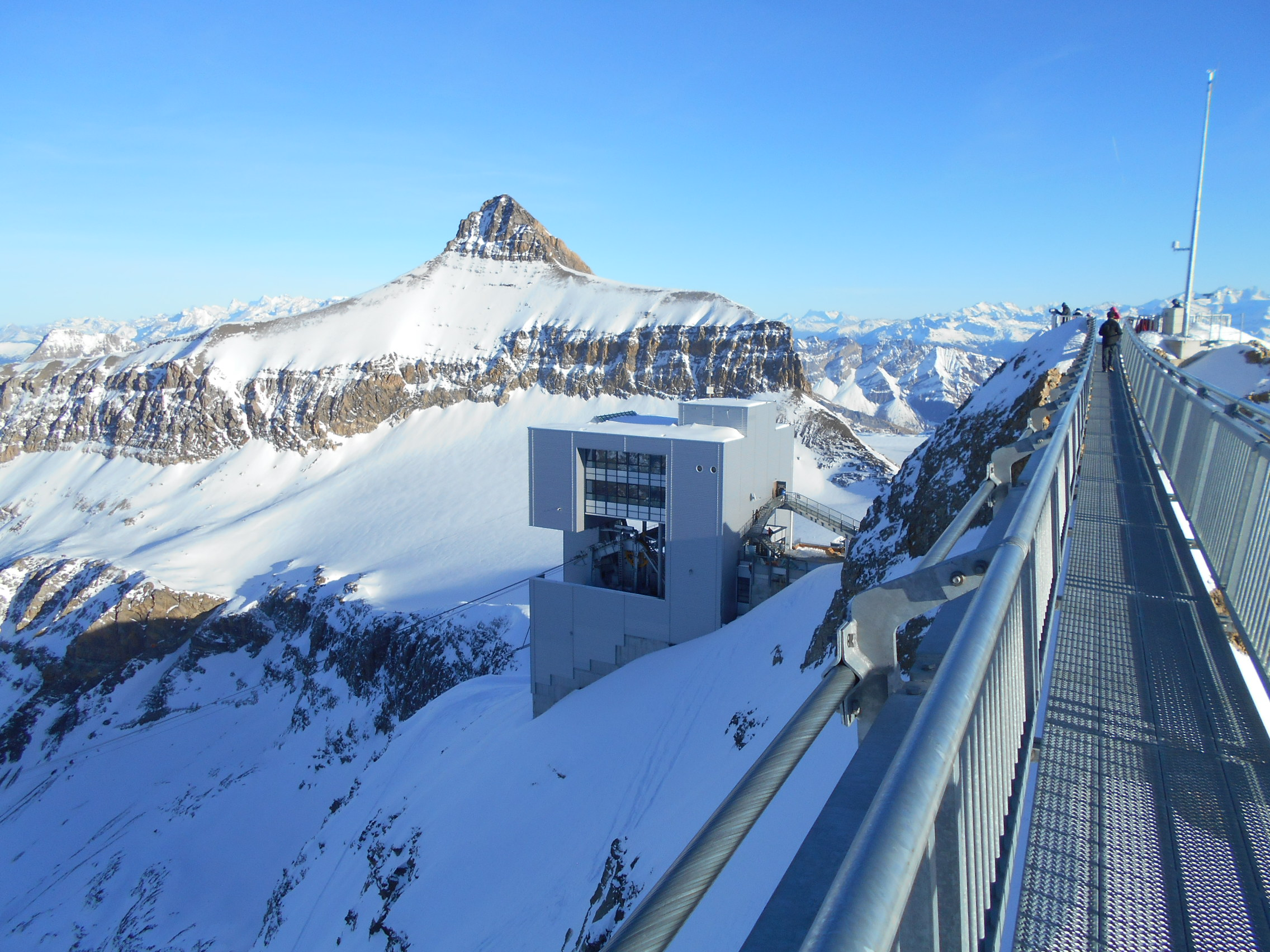
Hängebrücke

Der Sex Rouge befindet sich im Skigebiet Glacier 3000. Der Gipfel wurde erstmals 1964 mit einer Seilbahn in drei Sektionen erschlossen. Die Anlagen wurden 1999 ersetzt, seither ist der Sex Rouge vom Col du Pillon über nur noch eine Umsteigestation zu erreichen. 2001 wurde auf dem Gipfel ein von Mario Botta entworfenes Restaurant eröffnet. 2014 wurde der 107 Meter lange und 80 Zentimeter breite „Peak Walk“ eröffnet, der den Südostgipfel nahe der Bergstation mit dem Hauptgipfel verbindet und als „Hängebrücke“ beworben wird.
Das in der Bergstation gelegene Restaurant ist im September 2022 bei einem Brand komplett ausgebrannt. Der Betrieb der Seilbahn wurde eingestellt.

## Namensherkunft
«Sex» ist ein häufiger Namensbestandteil bei Gipfeln in der Region (siehe dazu Sex (Bergname)) und leitet sich vom lateinischen saxum (Fels) ab. Die Seilbahngesellschaft und die Tourismusbehörde verwenden allerdings die Schreibweise Scex Rouge, da Sex bei Touristen (speziell aus den USA) falsche und unerwünschte Assoziationen wecken könnte.

## Lage
| \| \| |
|       |

## Sex-Rouge-Gletscher

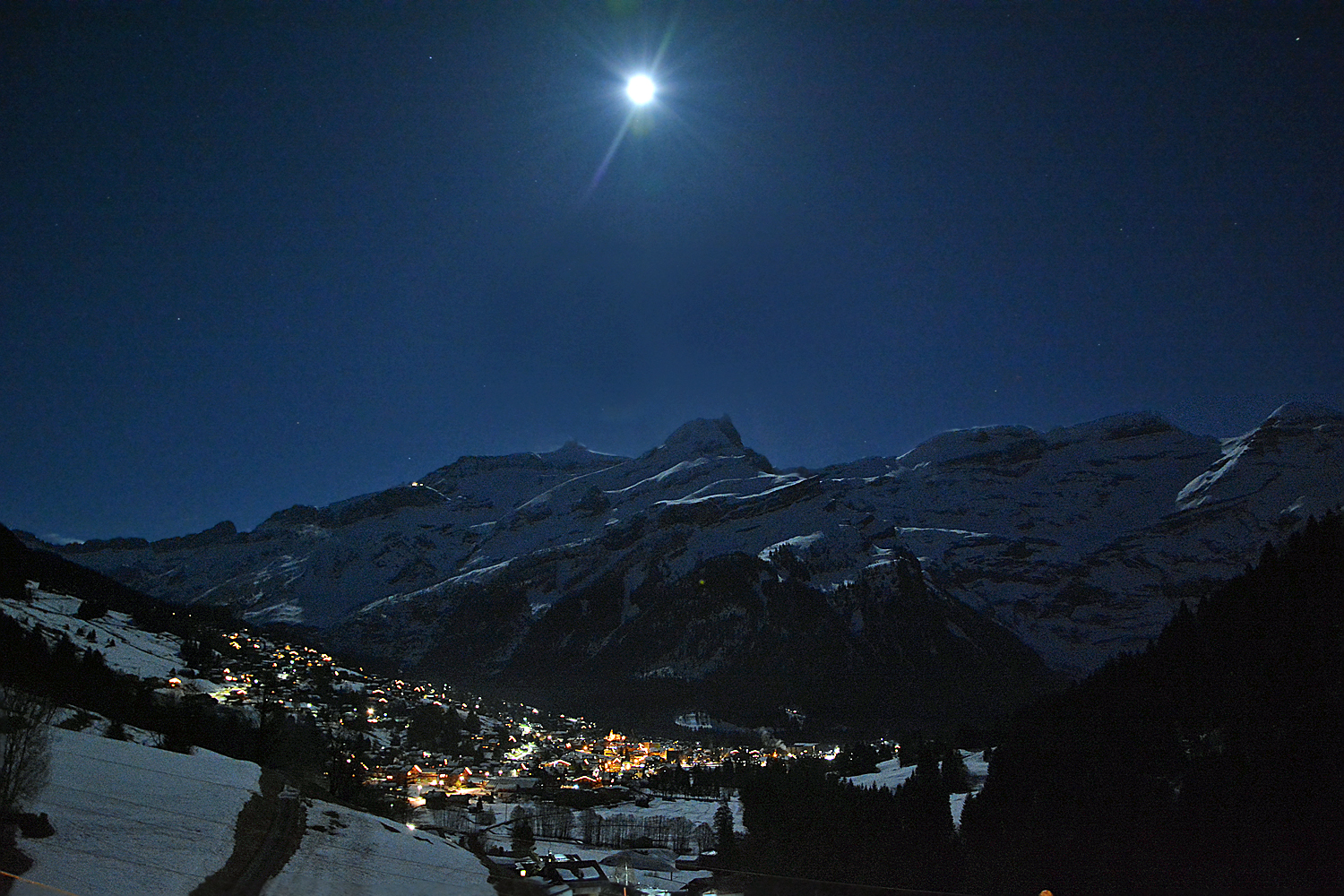
Der Sex Rouge (Mitte) im Mondschein

Der Sex-Rouge-Gletscher grenzt an den Tsanfleurongletscher und wird durch den Zanfleuronpass von diesem getrennt. Der Zanfleuronpass, welcher seit mindestens 2000 Jahren dauerhaft von Eis bedeckt ist, wird voraussichtlich während der Dürre und Hitze in Europa 2022 vollständig eisfrei.